# Jim Erickson
Jim Erickson (geb. um 1951 in Minnesota) ist ein amerikanisch-kanadischer Szenenbildner, der bisher zweimal für einen Oscar in der Kategorie Bestes Szenenbild nominiert wurde und ihn 2013 für Lincoln erhielt.

## Karriere
Erickson arbeitete 1982 bei dem Film Goldfieber erstmals als Szenenbildner. Seine erste Oscar-Nominierung erhielt Erickson im Jahr 2008 für seine Arbeit an dem Film There Will Be Blood. Des Weiteren wurde er im selben Jahr, in der gleichen Kategorie, für einen British Academy Film Award nominiert. Beide Nominierungen teilte er sich mit Jack Fisk.
Im Jahr 2012 wurde Jim Erickson für einen Primetime-Emmy-Award für den Fernsehfilm Hemingway & Gellhorn nominiert. Im selben Jahr arbeitete Erickson mit Rick Carter an den Szenenbildern zu Lincoln. Für dieses Filmdrama erhielt er gemeinsam mit Rick Carter 2013 einen Oscar sowie eine BAFTA-Nominierung.
Erickson lebt seit 1974 in Kanada und auf Saltspring Island.

## Filmografie (Auswahl)
- 1982: Goldfieber (Mother Lode)
- 1984: Runaway – Spinnen des Todes (Runaway)
- 1985: Die Abenteuer der Natty Gann (The Journey of Natty Gann)
- 1987: Ishtar
- 1988: Mörderischer Vorsprung (Shoot to Kill)
- 1988: Verraten (Betrayed)
- 1988: Mississippi Burning – Die Wurzel des Hasses (Mississippi Burning)
- 1989: Wir sind keine Engel (We’re No Angels)
- 1992: Der letzte Mohikaner (The Last of the Mohicans)
- 1992: Schatten des Wolfes (Agaguk)
- 1993: Ruby Cairo
- 1993: Kuck mal, wer da jetzt spricht (Look Who’s Talking Now)
- 1994: Stargate
- 1994: Betty und ihre Schwestern (Little Women)
- 1996: Independence Day
- 1997: Sieben Jahre in Tibet (Seven Years in Tibet)
- 2000: Die Legende von Bagger Vance (The Legend of Bagger Vance)
- 2001: Ali
- 2003: Jenseits aller Grenzen (Beyond Borders)
- 2004: Die Spiele der Frauen (Head in the Clouds)
- 2004: Alexander
- 2006: Miami Vice
- 2007: There Will Be Blood
- 2009: Watchmen – Die Wächter (Watchmen)
- 2011: Wasser für die Elefanten (Water fo Elephants)
- 2012: Hemingway & Gellhorn (Fernsehfilm)
- 2012: Lincoln